# Децеллюляризация
Децеллюляризация — процедура очистки аллографтов от клеточного компонента различными способами (физическими, ферментативными и химическими) с целью получения неиммуногенной, эффективной и безопасной конструкции на основе естественного внеклеточного матрикса.
Методы децеллюризации находят своё применение в тканевой инженерии при использовании кадаверных аллотрансплантатов с последующей их децеллюризацией и количественной контрольной оценкой остаточной ДНК в трансплантате. Подобная процедура позволяет избежать попадания антигенов донора в организм реципиента и, как следствие, предотвратить нежелательную реакцию иммунной системы. Децеллюризованные матриксы уже содержат соответствующие белки и факторы роста для первоначальной адгезии, поверхностной пролиферации и клеточной дифференцировки, что облегчает создание клеточной ниши. Биоискусственные или тканеинженерные трансплантаты, созданные на основе естественного децеллюризированного аллогенного или ксеногенного матрикса, заселённого клетками пациента, то есть персонифицированные, будут биосовместимыми, атромбогенными, лишёнными иных недостатков синтетических протезов.
Для удаления клеточной составляющей нативного органа могут быть использованы различные методы воздействия на ткань ― физические, ферментативные и химические. К физическим методам относятся механическое воздействие, циклы замораживания-оттаивания, обработка ультразвуком. При ферментативной децеллюляризации используются трипсин, эндо- и экзонуклеазы. Широко применяются и химические детергенты ― кислоты и щёлочи, ферменты, гипертонические и гипотонические растворы, ионные и неионные детергенты, хелатирующие агенты и бимодальные детергенты. Выбор действующего агента, метода децеллюляризации и продолжительности экспозиции действующих растворов определяется с учётом анатомо-гистологических особенностей, структуры и свойств исследуемого органа.
Неудачный выбор децеллюляризирующего агента может привести к разрушению структуры матрикса и потере его механических и биологических свойств, поскольку любой химический агент повреждает матрикс в той или иной степени, и только правильно подобранные метод и длительность экспозиции способны минимизировать последствия данного воздействия, поэтому проблема поиска оптимальной технологии децеллюляризации тканей с сохранением межклеточного вещества максимально интактным остаётся открытой. Именно сохранность микроархитектоники и компонентов межклеточного вещества придаёт биоинженерным каркасам способность стимулировать клеточную пролиферацию, хемотаксис, ответное ремоделирование тканей пациента, и при этом они не должны содержать продуктов деградации донорских клеток и остатков химических детергентов. 
Поскольку процесс децеллюляризации удаляет основные компоненты внеклеточного матрикса, такие как, например, молекулы, которые заставляют клетки размножаться и формировать кровеносные сосуды, что ослабляет адгезию клеток к внеклеточному матриксу и ставит под угрозу рецеллюляризацию, был введен дополнительный этап реабилитации между децеллюляризацией и рецеллюляризацией. На этапе реабилитации, к примеру печени,  во внеклеточный матрикс, полученный децеллюляризацией вводят раствор, богатый молекулами, такими как SPARC и TGFB1, белками, продуцируемыми клетками печени, выращенными в лаборатории в культуральной среде. Эти белки необходимы для здоровой печени, поскольку они заставляют клетки печени разрастаться и образовывать кровеносные сосуды. Такая предварительная реабилитация матрикса покрытием белками из под культуральной среды значительно улучшала последующую рецеллюляризацию.

## Особенности
Следует отличать децеллюляризацию от девитализации: при девитализации элиминируются только живые клетки, сохраняя клеточное содержимое в структуре матрикса.